# Reuzenmiereneter
De reuzenmiereneter (Myrmecophaga tridactyla), ook grote miereneter, mierenbeer of yoeroemi genoemd, is het grootste van de drie soorten in de familie der echte miereneters (Myrmecophagidae). 
De soort is gemakkelijk te onderscheiden van de andere miereneters alleen al door zijn omvang. Het dier is gemiddelde ongeveer 2 m lang en weegt zo'n 30 kg. Het heeft een lange, smalle kop die uitloopt in een lange snuit, waar een lange, dunne tong uit kan worden gestoken. Donkerbruine haren bedekken het grootste deel van het lichaam. De flanken worden gemarkeerd door langwerpige, driehoekige zwarte strepen met witte zomen die beginnen net onder de oren, de keel bedekken, en diagonaal doorlopend boven de schouders, naar achteren taps toelopend in een punt halverwege de rug. De krachtige voorpoten zijn overwegend wit, behalve 2 zwarte banden, één boven de polsen en de andere boven de klauwen. Het dier heeft aan elke voorpoot drie sikkelvormige klauwen waarmee mieren- en termietennesten opengebroken worden en waarmee het dier zich verdedigt, en loopt op de knokkels van de voorpoten. 
Deze soort heeft geen grijpstaart als de andere soorten miereneters maar de staart is bedekt met lange, grove haren. Het dier leeft solitair en eet vrijwel uitsluitend mieren en termieten. Het komt voor in verschillende laaglandhabitats, van droog struikgewas en savanne tot regenwouden. Het verspreidingsgebied strekt zich uit van Honduras in het noorden via de laaglanden van Colombia, Peru en Bolivia tot aan het noorden van Argentinië en Brazilië behalve het uiterste zuiden. M. tridactyla wordt als kwetsbaar beschouwd en is opgenomen in bijlage 2 van het Verdrag inzake de internationale handel in bedreigde in het wild levende dier- en plantensoorten (CITES).

## Beschrijving
De reuzenmiereneter heeft kleine ogen en oren van ongeveer vijf cm lang. De kop is cilindervormig en ongeveer 37 cm lang, waarvan bijna twee derde ingenomen wordt door de snuit. De reukkolven in de hersenen zijn vrij groot en wijzen erop dat geur van groot belang is bij het vinden van voedsel. De schedel is ongebruikelijk vanwege de kromming en de zeer dikke hersenpan, een kenmerk dat niet wordt aangetroffen bij andere miereneters of bij mierenetende zoogdieren in het algemeen. De jukbeenderen zijn naar achteren scherp gepunt en de boog die bij andere zoogdieren het jukbeen met het slaapbeen verbindt is onvolledig. De gezichtsspieren zijn veel dunner dan die van de meeste placentale zoogdieren, waarschijnlijk zodat mond en neus heel beheerst in positie kunnen worden gebracht tijdens het eten. De reuzenmiereneter mist de grote jukbeenspier en de diepe wangkauwspier, terwijl de oppervlakkige wangkauwspier dun is. De kaken zijn tandeloos, dus de tandformule is 0.0.0.00.0.0.0 × 2 = 0. De tong is lang en smal met een diameter van slechts 10–15 mm op het breedste punt, en kan ver worden uitgestoken dankzij sterk ontwikkelde tongspieren die vastgehecht zijn aan het borstbeen en niet zoals bij andere zoogdieren aan het tongbeen. 
De speekselklieren zijn erg groot en produceren grote hoeveelheden lijmachtig speeksel. De onderkaakspeekselklier alleen is ongeveer net zo zwaar als de hele kop. De onderkaak- en oorspeekselklieren vormen samen een bijna ononderbroken weefsel zich uitstrekt van het oor tot aan de schouder. Ondertongspeekselklieren ontbreken, maar er zijn talrijke slijmklieren die zich openen in de mond, vooral op het harde gehemelte en langs de onderkaak, waar ze een continue laag vormen. Op het slijmvlies van de slokdarm en zelfs in de maag zitten kleine tandachtige uitsteeksels die waarschijnlijk helpen mieren en termieten te pletten, aangezien die niet worden gekauwd voordat ze worden doorgeslikt. Donkerbruine haren bedekken het grootste deel van het lichaam. De flanken worden gemarkeerd door langwerpige, van voor naar achter toelopende zwarte strepen met witte zomen die beginnen net onder de oren, de keel bedekken, en diagonaal doorlopend boven de schouders, naar achteren taps toelopend in een punt halverwege de rug. 
De krachtige voorpoten zijn overwegend wit, behalve 2 zwarte banden, één boven de polsen en de andere boven de klauwen. Het dier heeft aan elke voorpoot drie grote sikkelvormige klauwen waarvan vooral die aan de derde vinger erg groot is, en aan de achterpoten vijf veel kleinere klauwen. De halswervels zijn langwerpig, in het bijzonder de atlas en de draaier, maar ook bij de resterende halswervels is het wervellichaam langer dan breed gezien vanaf de buikzijde. Er zijn vijftien of zestien borstwervels en twee of drie lendenwervels. Er zijn over het algemeen vier heiligbeenwervels, met lange doornuitstekels. De eerste drie heiligbeenwervels zijn vergroeid met het darmbeen, de vierde aan het schaambeen. Er zijn 29 staartwervels. De eerste staartwervel is vergroeid met het zitbeen. De voorste staartwervels zijn robuust en de voor- en achtervlakken van de wervellichamen zijn eerder schuin dan verticaal. Het dier heeft geen grijpstaart als de andere soorten maar de staart is bedekt met afwisselende rijen hoornachtige huidschubben, die echter schuil gaan onder de lange, grove, borstelige haren die achter elk van de schubben tevoorschijn komen. De poten zijn 15 tot 18 cm lang. De staartlengte varieert tussen de 65 en 90 cm. De vrouwelijke voortplantingsorganen van miereneters zijn bijzonder omdat er geen goed gedefinieerde baarmoederhals is en de vagina twee uitgangen heeft. Er is geen vrij liggende clitoris en kleine schaamlippen zijn niet zichtbaar. Er is een enkel paar tepels op de borst. De teelballen bevinden zich in de buikholte, de prostaatklieren zijn goed ontwikkeld en een korte penis heeft geen botje.

### Chromosomen
De reuzenmiereneter heeft 30 paar homologe chromosomen (2n=60). Dat aantal verschilt zowel van dat van de dwergmiereneter (2n=64) als van dat van de boommiereneters die 27 (2n=54) of 28 paar homologe chromosomen hebben (2n=56).

## Taxonomie
Carl Linnaeus beschreef een reuzenmiereneter die vermoedelijk afkomstig was uit Pernambuco in het oosten van Brazilië, in de tiende editie van zijn boek Systema naturae, gepubliceerd in 1758, en gaf het de wetenschappelijke naam Myrmecophaga tridactyla. In 1766 beschreef Linnaeus een ander exemplaar onder de naam Myrmecophaga jubata. Verschillende latere auteurs maakten schrijffouten in deze namen zoals Johann Gotthelf Fischer von Waldheim (Myrmecopha didactyla) in 1803, en Maximilian zu Wied-Neuwied (M. iubata) in 1826. Paul Matschie voegde de soort in 1894 toe aan een ander geslacht miereneters en maakte de nieuwe combinatie Tamandua tridactyla. James A. G. Rehn gaf de soort de nieuwe naam Falcifer jubata in 1900. In 1906 was Marcus Ward Lyon Jr. van mening dat een vorm uit Costa Rica zodanig afweek dat deze beschouwd moest worden als een andere soort en hij noemde die Myrmecophaga centralis. Wilfred Hudson Osgood op zijn beurt vond een exemplaar dat verzameld was in het noordwesten van Venezuela afwijkend genoeg om er een nieuwe ondersoort voor te onderscheiden die hij Myrmecophaga tridactyla subsp. artatus noemde in 1912. In 1920 maakte Edward Alphonso Goldman die combinatie Myrmecophaga tridactyla subsp. centralis. In 2018 zijn Timothy Gaudin, Patrick Hicks en Yamil Di Blanco van mening dat het gaat om één huidige soort Myrmecophaga tridactyla, met drie ondersoorten, M. tridactyla subsp. artata, M. tridactyla subsp. centralis en M. tridactyla subsp. tridactyla.

### Verwantschap
Onderzoek naar de verwantschap op basis van vergelijking van homoloog DNA heeft meer inzicht in de verwantschap van de reuzenmiereneter gegeven. De soort is het meest verwant aan de twee soorten boommiereneters en minder aan de dwergmiereneter. Alle miereneters samen zijn dan weer meer verwant aan de luiaards dan aan de gordeldieren.
|  | reuzenmiereneter Myrmecophaga tridactyla                                                                                         |
|  | |
|  | \| \| noordelijke boommiereneter Tamandua mexicana \| \| \| \| \| \| zuidelijke boommiereneter Tamandua tetradactyla \| \| \| \| |
|  | |
|  | noordelijke boommiereneter Tamandua mexicana                                                                                     |
|  | |
|  | zuidelijke boommiereneter Tamandua tetradactyla                                                                                  |
|  | |

|  | noordelijke boommiereneter Tamandua mexicana    |
|  |                                                 |
|  | zuidelijke boommiereneter Tamandua tetradactyla |
|  |                                                 |

|  | reuzenmiereneter Myrmecophaga tridactyla                                                                                         |
|  | |
|  | \| \| noordelijke boommiereneter Tamandua mexicana \| \| \| \| \| \| zuidelijke boommiereneter Tamandua tetradactyla \| \| \| \| |
|  | |
|  | noordelijke boommiereneter Tamandua mexicana                                                                                     |
|  | |
|  | zuidelijke boommiereneter Tamandua tetradactyla                                                                                  |
|  | |

|  | noordelijke boommiereneter Tamandua mexicana    |
|  |                                                 |
|  | zuidelijke boommiereneter Tamandua tetradactyla |
|  |                                                 |

|  | tweevingerige luiaards familie Megalonychidae |
|  |                                               |
|  | drievingerige luiaards familie Bradypodidae   |
|  |                                               |

|  | reuzenmiereneter Myrmecophaga tridactyla                                                                                         |
|  | |
|  | \| \| noordelijke boommiereneter Tamandua mexicana \| \| \| \| \| \| zuidelijke boommiereneter Tamandua tetradactyla \| \| \| \| |
|  | |
|  | noordelijke boommiereneter Tamandua mexicana                                                                                     |
|  | |
|  | zuidelijke boommiereneter Tamandua tetradactyla                                                                                  |
|  | |

|  | noordelijke boommiereneter Tamandua mexicana    |
|  |                                                 |
|  | zuidelijke boommiereneter Tamandua tetradactyla |
|  |                                                 |

|  | reuzenmiereneter Myrmecophaga tridactyla                                                                                         |
|  | |
|  | \| \| noordelijke boommiereneter Tamandua mexicana \| \| \| \| \| \| zuidelijke boommiereneter Tamandua tetradactyla \| \| \| \| |
|  | |
|  | noordelijke boommiereneter Tamandua mexicana                                                                                     |
|  | |
|  | zuidelijke boommiereneter Tamandua tetradactyla                                                                                  |
|  | |

|  | noordelijke boommiereneter Tamandua mexicana    |
|  |                                                 |
|  | zuidelijke boommiereneter Tamandua tetradactyla |
|  |                                                 |

|  | tweevingerige luiaards familie Megalonychidae |
|  |                                               |
|  | drievingerige luiaards familie Bradypodidae   |
|  |                                               |

|  | reuzenmiereneter Myrmecophaga tridactyla                                                                                         |
|  | |
|  | \| \| noordelijke boommiereneter Tamandua mexicana \| \| \| \| \| \| zuidelijke boommiereneter Tamandua tetradactyla \| \| \| \| |
|  | |
|  | noordelijke boommiereneter Tamandua mexicana                                                                                     |
|  | |
|  | zuidelijke boommiereneter Tamandua tetradactyla                                                                                  |
|  | |

|  | noordelijke boommiereneter Tamandua mexicana    |
|  |                                                 |
|  | zuidelijke boommiereneter Tamandua tetradactyla |
|  |                                                 |

|  | reuzenmiereneter Myrmecophaga tridactyla                                                                                         |
|  | |
|  | \| \| noordelijke boommiereneter Tamandua mexicana \| \| \| \| \| \| zuidelijke boommiereneter Tamandua tetradactyla \| \| \| \| |
|  | |
|  | noordelijke boommiereneter Tamandua mexicana                                                                                     |
|  | |
|  | zuidelijke boommiereneter Tamandua tetradactyla                                                                                  |
|  | |

|  | noordelijke boommiereneter Tamandua mexicana    |
|  |                                                 |
|  | zuidelijke boommiereneter Tamandua tetradactyla |
|  |                                                 |

|  | tweevingerige luiaards familie Megalonychidae |
|  |                                               |
|  | drievingerige luiaards familie Bradypodidae   |
|  |                                               |

|  | reuzenmiereneter Myrmecophaga tridactyla                                                                                         |
|  | |
|  | \| \| noordelijke boommiereneter Tamandua mexicana \| \| \| \| \| \| zuidelijke boommiereneter Tamandua tetradactyla \| \| \| \| |
|  | |
|  | noordelijke boommiereneter Tamandua mexicana                                                                                     |
|  | |
|  | zuidelijke boommiereneter Tamandua tetradactyla                                                                                  |
|  | |

|  | noordelijke boommiereneter Tamandua mexicana    |
|  |                                                 |
|  | zuidelijke boommiereneter Tamandua tetradactyla |
|  |                                                 |

|  | reuzenmiereneter Myrmecophaga tridactyla                                                                                         |
|  | |
|  | \| \| noordelijke boommiereneter Tamandua mexicana \| \| \| \| \| \| zuidelijke boommiereneter Tamandua tetradactyla \| \| \| \| |
|  | |
|  | noordelijke boommiereneter Tamandua mexicana                                                                                     |
|  | |
|  | zuidelijke boommiereneter Tamandua tetradactyla                                                                                  |
|  | |

|  | noordelijke boommiereneter Tamandua mexicana    |
|  |                                                 |
|  | zuidelijke boommiereneter Tamandua tetradactyla |
|  |                                                 |

|  | tweevingerige luiaards familie Megalonychidae |
|  |                                               |
|  | drievingerige luiaards familie Bradypodidae   |
|  |                                               |

### Naamgeving
De geslachtsnaam is een samenvoeging van de Griekse woorden μύρμηξ (múrmēx) wat "mier" betekent en φάγος (phágos) oftewel "eter", dus letterlijk miereneter. De soortnaam tridactyla is een Latijns woord dat betekent "drie vingers" en verwijst naar de drie goed ontwikkelde klauwen van de hand, waarbij de vierde en vijfde vingers heel klein of geheel afwezig zijn. Veel voorkomende namen voor M. tridactyla zijn oso bandera, oso palmero en tamandua guasu in het Spaans, tamanduá-bandeira, tamanduá-açu, tamanduá-cavalo, papa-formigas-gigante en urso-formigueiro-gigante in het Portugees, en giant anteater in het Engels.

## Gedrag
De reuzenmiereneter is een viervoetig landdier dat zelden klimt maar goed kan klimmen en zwemmen. Hoewel ze uitstekend kunnen graven, maken ze geen holen om bijvoorbeeld om te slapen of voor de geboorte van het jong. Het dier is overdag actief, behalve in gebieden met veel verstoring door de mens waar het een nachtelijke leefwijze aanneemt. Bij warm zonnig weer zijn de dieren het meest actief in de vroege ochtend, maar als het weer koel en bewolkt is de hele dag. De jongen worden op de rug gedragen. Als ze vechten richten ze zich op op de achterpoten en slaan ze met de voorpoten naar de aanvaller, waarbij ze de staart gebruiken om in evenwicht te blijven. De hele voet wordt op de grond gezet tijdens de voortbeweging, maar met de voorpoot wordt op de knokkels gelopen. Daarbij wordt het gewicht verdeeld over het vetkussen dat de gebogen vingers 4 en 5 verenigt, met het dorsale oppervlak van de sterk vergrote derde vinger. Dieren komen alleen korte tijd bij elkaar voor de paring en de jongen blijven ongeveer 9 maanden bij de moeder.

### Voeding
Er wordt zelden waargenomen dat M. tridactyla termietenheuvels beklimt of openscheurt, en er wordt daarom aangenomen dat het dier de voorkeur geeft aan mieren boven termieten. Daarom kan het behoud van krachtige voorpoten met klauwen vooral nuttig zijn in de verdediging tegen roofdieren. De voedingsvoorkeur is echter afhankelijk van het seizoen en de locatie. In graslandgebieden met een hoge dichtheid aan termietenheuvels, zal de soort een veel groter aandeel termieten consumeren en zal daarom vaker hun grote derde vinger gebruiken om termietennesten te openen. De manier van graven kan beschreven worden als haken en trekken. Zodra een termieten- of mierennest heeft gevonden wordt de klauw van de tweede of derde vinger in een gat of spleet gestoken om vervolgens de voorpoot terug naar het lichaam te trekken. De klauwen kunnen tegen de handpalm worden gebogen, waardoor de wand van een termieten- of mierennest kan worden vastgehouden. Anatomische aanpassingen van de kop zorgen ervoor dat mieren en termieten kunnen worden opgelikt, door de samentrekking en gelijktijdige uitstulping van de tong, rotatiebewegingen van de onderkaakhelften om een mondopening te vormen, en beweging van de voorste punt van het rostrum om de tong naar prooi te duwen. Het voeden wordt gekenmerkt door het snel uitsteken en weer terugtrekken van de tong (tot 160 keer per minuut) en bijna continu slikken. Nadat de met mieren of termieten bedekte tong in de mond is teruggetrokken, wordt de prooi van de tong verwijderd terwijl deze naar voren beweegt, wrijvend tegen dwarse richels die langs het dak van de mond lopen. De tong van M. tridactyla kan meer dan 35 cm uit de kop worden gestoken bij sommige volwassenen. Dit wordt mogelijk gemaakt doordat de tong veel langer is omdat die niet meer aan het tongbeen vastzit maar in plaats daarvan aan het borstbeen. Tijdens het voeden wordt de tong gericht door nekspieren die de oriëntatie van het hoofd regelen. Zoals veel zoogdieren heeft M. tridactyla losse onderkaakhelften, die bij deze soort in rust een hoogst ongebruikelijke horizontale oriëntatie hebben. De wangkaak- en slaapspieren die bij de meeste zoogdieren worden gebruikt om de kaak te bijten, zorgen er bij de reuzenmiereneter dat ze de spleettussen de onderkaakhelften spreiden de helften rond hun lange assen te kantelen. Hoewel de kaak maar een heel klein beetje naar beneden beweegt, is de ontstane opening groot genoeg om de tong uit te steken en weer terug te trekken. Lichaamstemperaturen van 32,7 °C in gevangenschap en 34–36,7 °C tijdens activiteit in het veld zijn gemeten. Het energieverbruik in rust is vrij laag, gemiddeld 0,085 cm3O2/g·h, slechts 34% van de verwachte waarde op basis van lichaamsgewicht. Het warmteverlies is echter ook laag, gemiddeld 0,0054 cm3O2/g·h·°C, ongeveer 94% van de verwachtingen voor lichaamsgrootte, vanwege zijn grove vacht en het gebruik van zijn grote pluimstaart als deken. De combinatie van zijn lage warmteverlies, grote lichaamsmassa en grote tolerantie voor verschillende lichaamstemperaturen zorgen ervoor dat het dier bij allerlei omgevingstemperaturen kan overleven, met een benedengrens van 15,0 °C.

### Voortplanting
Er is nog weinig bekend over het voortplantingsgedrag van de reuzenmiereneter in het wild, maar het is mogelijk dat mannetjes vrouwtjes agressief achtervolgen, zelfs als het vrouwtje niet ontvankelijk is. Hun uitzonderlijke reukzin wordt door mannetjes gebruikt om chemische signalen op te pikken die ontvankelijkheid van de vrouwtjes onthult. Menstruatiecycli vinden plaats met tussenpozen van ongeveer 7 weken, waarbij elke cyclus 47-62 dagen duurt. De ontvankelijke periode kan worden gekenmerkt door vaginale afscheiding. De ontwikkeling van een follikel in de eierstokken vindt plaats binnen 4-11 weken na de zwangerschap. bronst is niet seizoensgebonden . Tijdens de geslachtsgemeenschap staat het mannetje over het vrouwtje heen terwijl ze op haar zij ligt. Paringen kunnen meerdere keren plaatsvinden gedurende een periode van ongeveer 3 dagen. De draagtijd duurt meestal 170-190 dagen. In de schijfvormige en gelobde placenta komt het bloed van het moederdier in direct contact met het chorion. M. tridactyla heeft gewoonlijk slechts één jong met een geboortegewicht tussen 1,1 en 1,6 kg. Voortplanting kan het hele jaar door plaatsvinden, maar in dierentuinen lijkt er een zekere seizoensgebondenheid te zijn. Er was een voorkeur voor paringen in januari waarbij er vervolgens sprake leekt te zijn van vertraagde implantatie. Dit is ook bekend is bij sommige gordeldieren maar niet in luiaards, andere gordeldieren en miereneters. De ogen gaan na 6 dagen open. Het jong wordt 6 maanden gezoogd en wordt tot 9 maanden oud op de rug van de moeder gedragen totdat het vrouwtje weer drachtig is, waardoor intensieve ouderlijke zorg bij deze soort mogelijk wordt. Het periode tussen opeenvolgende geboorten is meestal 9 maanden. Reuzenmiereneters worden geslachtsrijp in 2-4 jaar. Adolescenten groeien bijzonder snel tijdens de tweede helft van hun tweede jaar en hebben minstens drie jaar nodig om in het wild volledige grootte te bereiken. In het wild leeft Myrmecophaga tridactyla tot 15 jaar, maar kan in gevangenschap 25 tot meer dan 30 jaar blijven leven.

### Predatie
Reuzenmiereneters kunnen hun grote voorklauwen gebruiken om zichzelf te verdedigen tegen roofdieren, hoewel ze vaker wegrennen. Door hun grootte zijn ze alleen kwetsbaar voor de grootste roofdieren, vooral jaguars en poema's. Ze worden vaak gedood door mensen, hetzij opzettelijk door te jagen, hetzij onbedoeld door botsingen met auto's.

## Ecologie
De reuzenmiereneter kan klimmen, maar geeft de voorkeur aan het bewegen over de grond in tegenstelling tot de drie andere soorten miereneter die afwisselend op de grond en in de bomen of uitsluitend in de bomen foerageren. Het voedsel van Myrmecophaga tridactyla bestaat bijna volledig uit mieren en termieten, hoewel ook af en toe een keverlarve, of honingbijen die zich in een termietennest hebben gevestigd worden gegeten. Een reuzenmiereneter kan elke dag zo'n 35.000 mieren of termieten consumeren. In Venezuela werden drieëntwintig verschillende soorten en werkstertypes van mieren gegeten, waarbij er een voorkeur bestaat aan grote of middelgrote mieren. Het aandeel mieren of termieten dat wordt geconsumeerd, hangt af van de geografische regio en het seizoen, waarbij termieten een groter deel van het dieet uitmaken in drogere habitats en tijdens het droge seizoen. M. tridactyla kan zijn blootstelling aan de gevarieerde fysieke en chemische afweer van mieren en termieten beperken door zich slechts kort op een bepaalde plaats te voeden en vervolgens naar een andere te verhuizen. Soms duurt een aanval op een mieren- of termietennest minder dan een minuut. De dieren leven over het algemeen solitair, behalve tijdens het paarseizoen of wanneer vrouwtjes jongen dragen. Soms zijn er ongeveer evenveel mannetjes als vrouwtjes maar er zijn ook voorbeelden dat er drie maal meer mannetjes in een gebied leven. Mannetjes voeren soms ernstige gevechten, mogelijk om een territorium te verdedigen. Het krabben van bomen kan door M. tridactyla worden gebruikt om te communiceren met soortgenoten en blijkt vaker voor te komen bij stress als gevolg van verstoring door de mens of brand. M. tridactyla kan 's nachts of overdag worden gevonden in verschillende habitats, variërend van zeer natte regenwouden tot droge savannes en doornstruiken. Individuele bestaan meestal ook uit verschillende habitats. Voedsel wordt gezocht in veel habitattypen, waaronder struiksavanne, graslanden, bosjes, savanne en in de buurt van meren. De foerageerfrequentie in een van M. tridactyla in de Pantanal correleerde over het algemeen met het percentage dekking van dat leefgebied. Soms wordt een droog stuikengebied weinig gebruikt ondanks de aanwezigheid van veel termietenheuvels, maar wordt in plaats daarvan gefoerageerd in galerijbossen met minder termietenheuvels. M. tridactyla maakt gebruik van landbouwgebieden en wordt daar over het algemeen in de buurt van wegen gevonden waarover de dieren zich gemakkelijker door de akkerlanden kunnen verplaatsen. Het gebruik van wegen neemt toe naarmate er meer landbouw in zijn leefgebieden komt. De temperatuur beïnvloedt de dagelijkse activiteiten van de dieren. Tijdens zeer warme periodes foerageert M. tridactyla het liefst 's nachts. 's Middags wordt er vaker naar voedsel gezocht naarmate de temperatuur lager is. Om 's nachts warm te blijven, wikkelt het dier zijn gigantische staart om zich heen terwijl hij slaapt. En overdag kan hij zijn staart gebruiken als parasol. De dieren nemen soms een bad maar dit is wellicht eerder bedoeld om bijtende mieren of termieten kwijt te raken dan om af te koelen.

## Verspreiding, populatieomvang en bescherming
De reuzenmiereneter komt voor van Honduras tot in het noorden van Argentinië. Het gemiddelde territorium kan variëren van 3 tot 12 km². De overlap tussen individuele territoria is aanzienlijk, aangezien de dichtheid soms wel 2 dieren per km² is. Hogere dichtheden op bepaalde locaties waren te danken aan overvloedig voedsel en aan een gebrek aan natuurlijke roofdieren (voornamelijk jaguars), menselijke jacht en verkeer. Hierdoor is uitsterven in de nabije toekomst niet waarschijnlijk. Zijn bestaan is echter in veel delen van zijn verspreidingsgebied in gevaar als gevolg van menselijke activiteiten. Doodbijten door honden, aanrijdingen op de snelweg, verbranding en vernietiging van hun leefgebied, plezierjacht en overlevingsjacht eisen allemaal hun tol van dit dier. Lage geboortecijfers en het zeer gespecialiseerd dieet dragen ook bij aan de achteruitgang. M. tridactyla staat vermeld in bijlage II van CITES en is geïdentificeerd als "kwetsbaar" op de Rode Lijst van de Internationale Unie voor het behoud van de natuur en natuurlijke hulpbronnen (IUCN, 2014). Habitatverlies en -fragmentatie zijn de belangrijkste oorzaak voor de afname van het aantal reuzenmiereneters. De soort kan het verlies van leefgebied compenseren door te foerageren in landbouwgebieden en weilanden die veel termietenheuvels bevatten en de ongestoorde graslanden nabootsen waarin M. tridactyla gedijt. Deze graslanden moeten echter dicht bij bomen liggen om te voorkomen dat de dieren oververhit raken, vooral tijdens de warmere tijden van het jaar. De soort wordt actief bejaagd in zijn hele verspreidingsgebied, omdat het een gemakkelijk doelwit is en behoorlijke veel vlees oplevert. Er worden ook dieren levend gevangen voor de illegale handel en om als huisdier te worden gehouden in bepaalde delen van zijn verspreidingsgebied. In Nicaragua wordt het dier niet actief bejaagd, maar worden ze gedood omdat ze een bedreiging vormen voor jachthonden. Ook worden de dieren soms gedood vanwege het afwerende gedrag dat bedoeld is om roofdieren af te weren als de reuzenmiereneter wordt bedreigd. De dikke, taaie huid kan verwerkt worden tot duurzaam leer dat gebruikt wordt in de paardensport en in Venezuela wordt het dier gedood vanwege zijn grote voorklauwen die als trofee dienen. Myrmecophaga tridactyla is uitgeroeid uit bepaalde delen van zijn historische verspreidingsgebied, vooral in Midden-Amerika, als gevolg van de hierboven genoemde menselijke activiteiten. Aan de Caribische kant van Honduras is de soort inmiddels uitgestorven. Omdat een volwassen vrouwtje elke negen maanden maximaal één jong krijgt, kunnen de populaties slechts langzaam groeien en ze worden momenteel in een veel hoger tempo gedood dan de natuurlijke aanwas. Het aantal dieren neemt daardoor af en de genenpoel wordt steeds smaller. Toenemende isolatie van subpopulaties door vernietiging van habitats, kan uiteindelijk leiden tot een gevaar voor het aanpassingsvermogen. De gefragmenteerde populaties zouden daarom door middel van corridors met elkaar moeten worden verbonden om de genetische variabiliteit te behouden.